# Rožmberská kniha

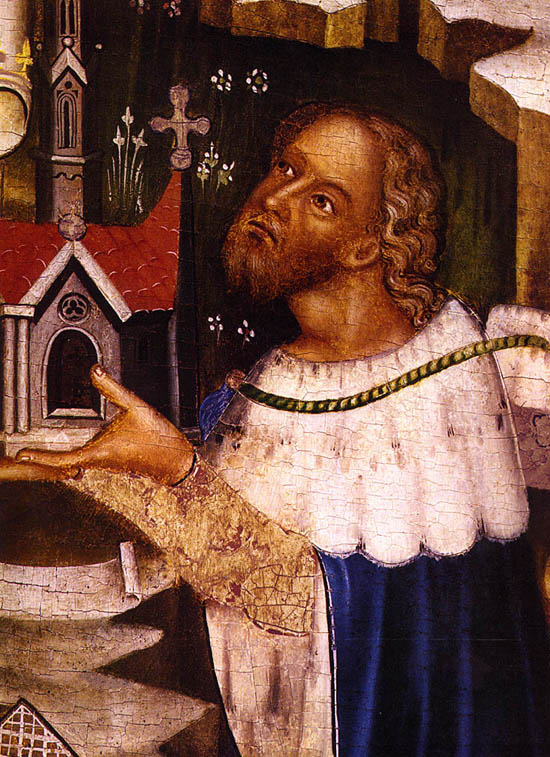
Petr I. z Rožmberka

Rožmberská kniha je nejstarší právní kniha psaná česky, jedná se také o nejstarší česky psané prozaické dílo světského charakteru. Pochází z 1. pol. 14. století. Podnět k jejímu sepsání dal u zemského soudu Petr I. z Rožmberka, nejvyšší zemský sudí.

## Obsah
Kniha ukazuje schopnost češtiny být právním jazykem, je i dokladem tvůrčího právního myšlení. Jde o prakticky zaměřenou příručku určenou pro šlechtický zemský soud. Systematicky uspořádává obyčejové právo, obsahuje i dobovou úpravu. Neobsahuje pouze právní ustanovení, ale i rady, jak je využít v praxi. Je členěna do kapitol, které mj. popisují mezní fáze řízení u zemského soudu: pohánění, dokazování a rozhodování. Obsahuje tedy hlavně právo procesní, ale obsahuje i právo hmotné, a to jak šlechtické, tak městské.
Další zájemci si tuto příručku opisovali a doplňovali svými poznámkami a komentáři. Podle právního historika Václava Vaněčka se do dnešních dnů jen velice málo ustanovení dochovalo v původní podobě.